# Roberto Lucifredi

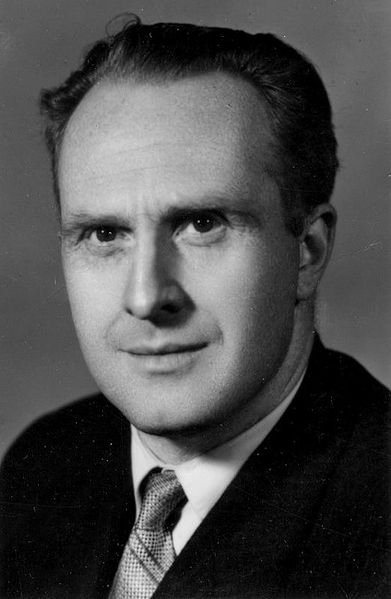
Roberto Lucifredi

Roberto Lucifredi (* 13. November 1909 in Genua; † 19. April 1981 ebenda) war ein italienischer Politiker der Democrazia Cristiana (DC), der unter anderem von 1948 bis 1976 Mitglied der Abgeordnetenkammer sowie im Kabinett Leone I 1963 Minister ohne Geschäftsbereich für die Reform der öffentlichen Verwaltung war.

## Leben
Roberto Lucifredi absolvierte nach dem Schulbesuch ein Studium der Rechtswissenschaften und Literatur, welche er beide mit der Laurea beendete. 1935 übernahm er eine Professur für öffentliches Recht an der Universität Genua und lehrte später auch an der Universität Perugia sowie der Universität La Sapienza in Rom. 1940 arbeitete er zudem als Autor an dem von Antonino Pagliaro und Guido Mancini herausgegebenen „Wörterbuch der Politik“ (Dizionario di politica), nachdem er zuvor bereits Artikel für die Enciclopedia Italiana di scienze, lettere ed arti verfasst hatte. Er nahm als Artillerieoffizier am Zweiten Weltkrieg teil und wurde nach dem Waffenstillstand von Cassibile am 8. September 1943 während der deutschen Besatzungsmacht gefangen genommen und anschließend im KZ Dachau interniert. Über seine dortige Zeit als Militärinternierter verfasste er das 1946 erschienene autobiografische Werk „Rottami“.
Bei den Parlamentswahlen am 18. April 1948 wurde Lucifredi für die Christdemokraten erstmals in die Abgeordnetenkammer gewählt, der er nach seinen darauf folgenden Wiederwahlen von der ersten bis zum Ende der sechsten Legislaturperiode am 4. Juli 1976 angehörte. Zu Beginn seiner mehr als 28-jährigen Parlamentszugehörigkeit war er zunächst zwischen dem 11. Juni 1948 und dem 25. Juli 1949 Sekretär sowie danach zwischen dem 26. Juli 1949 und dem 27. Juli 1951 Vizevorsitzender des Ausschusses für innere Angelegenheiten, politische und administrative Ordnung, religiöse Angelegenheiten, Unterhaltung, sportliche Aktivitäten und Presse.
Im Anschluss übernahm Roberto Lucifredi sein erstes Regierungsamt im Kabinett De Gasperi VII und fungierte zwischen dem 27. Juli 1951 und dem 16. Juli 1953 als Unterstaatssekretär beim Präsidenten des Ministerrates mit Aufgabengebiet für die Bürokratiereform zum engen Mitarbeiterstab von Ministerpräsident Alcide De Gasperi. Im darauf folgenden Kabinett De Gasperi VIII war er vom 17. Juli bis zum 17. August 1953 als Unterstaatssekretär beim Präsidenten des Ministerrates weiterhin ein enger Mitarbeiter von Ministerpräsident De Gasperi. Danach war er im Kabinett Pella vom 17. August 1953 bis zum 18. Januar 1954 Unterstaatssekretär beim Präsidenten des Ministerrates mit Aufgabengebiet für die Reform der öffentlichen Verwaltung und gehörte somit zum Stab von Ministerpräsident Giuseppe Pella. Im Kabinett Fanfani I gehörte er als Unterstaatssekretär beim Präsidenten des Ministerrates zwischen dem 19. Januar und dem 10. Februar 1954 zu den engsten Mitarbeitern von Ministerpräsident Amintore Fanfani. Im darauf folgenden Kabinett Scelba war er als enger Mitarbeiter von Ministerpräsident Mario Scelba vom 11. Februar 1954 bis zum 6. Juli 1955 noch einmal Unterstaatssekretär des Präsidenten des Ministerrates mit Aufgabengebiet für die Reform der öffentlichen Verwaltung.

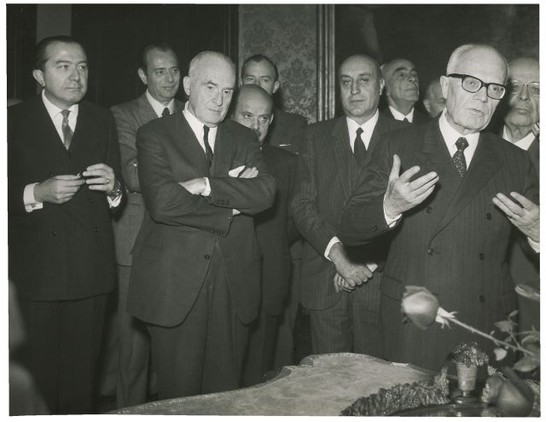
Roberto Lucifredi (2.v.l.) als Vizepräsident der Abgeordnetenkammer mit Giulio Andreotti (links) und dem Präsidenten der Abgeordnetenkammer Sandro Pertini (vorne, rechts) (19. Dezember 1970).

Im Laufe seiner weiteren Parlamentszugehörigkeit war Lucifredi zwischen dem 13. Juni 1958 und dem 21. Juni 1963 Vorsitzender des Wahlausschusses sowie zugleich vom 15. April 1959 bis zum 15. Mai 1963 Vorsitzender des Ausschusses für Verfassungsfragen, Organisation des Staates, der Regionen und allgemeine Regelung der Angestellten des öffentlichen Rechtes. Am 21. Juni 1963 wurde er als Minister ohne Geschäftsbereich für die Reform der öffentlichen Verwaltung in das Kabinett Leone I berufen und hatte dieses Ministeramt bis zum 4. Dezember 1963 inne.
Roberto Lucifredi fungierte zwischen dem 18. Juni und dem 24. Juli 1968 noch einmal als Vorsitzender des Wahlausschusses und war danach in der fünften und sechsten Legislaturperiode vom 24. Juli 1968 bis zum 4. Juli 1976 Vizepräsident der Abgeordnetenkammer und damit Stellvertreter des Präsidenten der Abgeordnetenkammer Sandro Pertini. 1973 wurde er darüber hinaus erster Vorsitzender der Comunità Montana Alta Valle Arroscia in der ligurischen Provinz Imperia. Für seine Verdienste wurde am 5. Juli 1976 mit dem Ritterorden des Verdienstordens der Italienischen Republik ausgezeichnet.

## Veröffentlichungen
- Le prestazioni obbligatorie in natura dei privati alle pubbliche amministrazioni, 2 Bände, 1934/1935
- L’atto amministrativo nei suoi elementi accidentali, 1941
- L’assemblea costituente, 1945
- Rottami, Genova 1946, Neuauflage 1982
- Decentramento amministrativo, 1956
- Elementi di diritto pubblico, 33. Auflage 1980